# Reka, Hrvaška
Réka (hrvaško Rijeka, italijansko Fiume, lokalno čakavsko Reka/Rika; arhaično nemško Sankt Veit am Flaum, Fluß) je tretje največje mesto na Hrvaškem (za Zagrebom in Splitom) in največje pristanišče v državi. Stoji ob izlivu Rječine na severni obali Kvarnerskega zaliva, natančneje Reškega zaliva, v Jadranskem morju. Reka je sedež Primorsko-goranske županije. Je tudi sedež univerze ter rimskokatoliške nadškofije in metropolije.
Leta 2021 je imelo samo mesto, ki se ozemeljsko prekriva z mestno občino Grad Rijeka okoli 108.000 prebivalcev (1991 še 168.000), urbana aglomeracija mesta, ki zajema še mesta Opatija, Kastav, Bakar in Kraljevico ter občine Čavle, Jelenje, Klana, Kostrena, Lovran, Matulji, Mošćenička Draga, Omišalj in Viškovo pa okoli 220.000, torej dvakrat več.
V krajevnem reškem narečju je mesto izpričano pod imenom Rika, v drugih (sosednjih) hrvaških narečjih pa Rekà. Prebivalci mesta in okolice tradicionalno pripadajo čakavski narečni skupini.
Mestni nogometni klub je HNK Rijeka, ki igra na Stadionu Kantrida. V mestu že od leta 1765 deluje gledališče, današnje gledališče Ivana pl. Zajca pa so zgradili leta 1885. Simbol Reke je morčić.
Reka je bila med letoma 1471 in 1779, ko jo je cesarica Marija Terezija razglasila za ozemlje pod neposredno kontrolo Habsburžanov, sestavni del  Vojvodine Kranjske. Zaradi močne povezanosti s slovenskim nacionalnim prostorom je skozi zgodovino privabljala mnoge Slovence. Med znanimi Slovenci, ki so se rodili, živeli ali delali na Reki, so bili med drugim: Primož Trubar, Matija Čop, Rudi Šeligo, Janez Vajkard Valvazor in Janez Trdina (slednji je bil celo ravnatelj reške gimnazije).

## Zemljepis
Reka leži na zahodu Hrvaške na obali Reškega zaliva, ki je najsevernejši del Kvarnerskega zaliva. Reški zaliv, ki je z južnim delom Kvarnerskega zaliva povezan preko Velikih vrat (med istrsko celino in otokom Cres), Srednjih vrat (med Cresom in otokom Krk) in Malih vrat (med Krk in celina), je dovolj globok (približno 60 m) za vplutje največjih ladij, kar je Reki omogočilo, da je postala pomembno morsko pristanišče. za vplutje največjih ladij, kar je Reki omogočilo postati pomembno morsko pristanišče. Neposredno v zaledju Reke se vzpenja Dinarsko gorstvo, ki pa je na tem mestu dokaj ozko (40 do 50 km).
Mesto leži v mikroregiji Kvarnersko primorje ob izlivu reke Rječine, ki razmejuje zgodovinski pokrajini Julijsko krajino in Hrvaško primorje.
Na Reki se začneta dve pomembni kopenski prometnici. Prva izkorišča dejstvo, da je Reka na območju najožjih Dinaridov (približno 50 km), ki omogoča lažjo povezavo med obalo Jadranskega morja in panonsko notranjostjo, Preko Postojnskih vrat pa je povezana z zahodnoalpskim prostorom.

### Podnebje
Po Köppnovi podnebni klasifikaciji ima Reka zmerno toplo vlažno podnebje (Cf). V razdobju od leta 1948 do 2018 je bila srednja januarska temperatura 5,8 °C in julijska 23,6 °C. Povprečno je bilo v letu 127 deževnih dni, medtem ko je sonce sijalo povprečno 2199 ur na leto.

## Zgodovina

### Antika in srednji vek
Čeprav na širšem območju mesta obstajajo sledovi paleolitskih in neolitskih naselbin, za najzgodnejše naselje na območju Reke velja liburnijska utrdba na griču nad levim bregom Rječine, dandanašnjem Trsatu. Pozneje se je osnovalo naselje Tarsatika (Tarsatica) na drugi strani Rječine, na mestu današnjega mestnega jedra Reke. Osvojili so ga Rimljani in v drugi polovici 1. stoletja je imelo pravice municipija. V Tarsatiki se je končeval rimski limes (Claustra Alpium Iuliarum), sistem utrdb, zgrajen za obrambo pred vdori z vzhoda.
Po propadu zahodnega rimskega cesarstva je mesto prišlo pod oblast Ostrogotov, Bizantincev, Langobardov in Frankov. Iz tega obdobja je na voljo zelo malo zgodovinskih podatkov. V prvi polovici 6. stoletja se omenja ostrogotska Tarsatiška Liburnija (Liburnia Tarsaticensis), leta 799 pa so naselje Franki razrušili po spopadu s Slovani.
Leta 1116, po smrti hrvaško-ogrskega kralja Kolomana, sta nemški cesar Henrik V. in Beneška republika napadla ozemlje hrvaško-ogrske državne skupnosti. Meja Svetega rimskega cesarstva se je pomaknila iz Plominskega zaliva na Rječino, prebivalci Tarsatike pa so prebegnili na vzhodni breg Rječine na današnji Trsat.
Trsat je bil od leta 1223 do 16. stoletja v posesti Frankopanov, ki so tam zgradili današnjo utrdbo. Reki so medtem vladali devinski gospodje in za njimi gospodje Walsee. V 15. stoletju se je začel njen gospodarski vzpon. Leta 1465 je Wolfgang Walsee Reko predal Frideriku III. Habsburškemu kot dedno dobro. Po njegovi smrti leto pozneje je prišla v posest Habsburžanov.

### Obdobje habsburške vladavine
Prisotnost Habsburžanov na Jadranskem morju je Beneška republika videla kot grožnjo in sili sta se zapletli v vojno. Dvakrat, leta 1508 in 1509, so Benečani zavzeli Reko in jo opustošili. Zaradi povzročene škode je cesar Maksimilijan Reki podelil naslov »najzvestejšega mesta« (fidelissimum oppidum) in nekatere trgovske privilegije. Gospodarski razvoj je opešal tudi zaradi vdorov Turkov, ki pa Reke niso nikoli dosegli. Po drugi strani je mesto izstopalo kot kulturno središče: v 16. stoletju je v njem delovala tiskarna knjig v glagolici, leta 1627 pa so jezuiti v njem ustanovili gimnazijo.
Leta 1719 je cesar Karel VI. razglasil Reko za svobodno pristanišče. Nedolgo zatem se je pričela graditi karolinska cesta, ki je mesto povezala s Karlovcem in od tod preko rečnih plovnih poti s panonskim prostorom. V času gradnje ceste je pod Trsatom nastalo novo naselje Sušak.
Konec leta 1750 je Reko prizadel niz potresov, ki so porušili in poškodovali številne zgradbe. Leta 1753 je cesarica Marija Terezija odobrila ponovno izgradnjo »novega mesta« Reke (Civitatis novae). Novogradnje v drugi polovici 18. in v začetku 19. stoletja so močno spremenile dotlej srednjeveški videz mesta.
Leta 1776 je bila Reka vključena v Kraljevino Hrvaško. Leta 1779 ga je Marija Terezija z reskriptom pridružila Kraljevini Ogrski in mu kot edinemu ogrskemu pristanišču podelila status zasebnega telesa (corpus separatum) pod upravo guvernerja, podrejenega neposredno ogrskemu kralju. V začetku 19. stoletja je imel na Reko velik vpliv tamkajšnji trgovec Andrija Ljudevit Adamić. Leta 1805 je odprl kamnito gledališče, ki je delovalo do izgradnje današnjega gledališča 80 let pozneje. Leta 1821 je iz mlina na Rječini ustanovil obrat za proizvodnjo papirja, ki je obratoval vse do 90. let dvajsetega stoletja.
Med napoleonskimi vojnami je Reko leta 1809 zavzelo Francosko cesarstvo in vključilo v ilirske province. V času francoske vladavine, leta 1811, se je dokončala gradnja lujzinske ceste od Reke do Karlovca, ki je ime dobila po Napoleonovi ženi Mariji Luizi. Nadomestila je karolinsko cesto kot najkrajša povezava Reke z zaledjem in spodbudila razvoj pristanišča. Francoske vladavine je bilo konec leta 1813, ko je Reko napadla britanska mornarica. Po legendi je mesto pred uničenjem rešila Karolina Belinić, hči vplivnega mestnega trgovca, ki naj bi sredi napada zahtevala sestanek s poveljnikom britanskih sil in ga prepričala, da je nadaljnje obstreljevanje nepotrebno; zgodba o »Karolini Reški« se je do danes pretvorila v gledališke igre, filme in tudi rock opero.
Med revolucijo leta 1848, ko je Ogrska poskušala doseči neodvisnost od Avstrije, je Reko zavzela Avstriji zvesta hrvaška vojska pod poveljstvom bana Josipa Jelačića. Kot nagrada za zatiranje ogrskih uporov je mesto pripadlo neposredno banski Hrvaški. To je sprožilo spore med hrvaškimi in madžarskimi politiki. Boj za Reko znotraj monarhije se je končal leta 1868, ko je z dodatkom hrvaško-ogrskemu dogovoru – »reško krpico« – znova prešla pod neposredno madžarsko oblast kot corpus separatum.
Druga polovica 19. stoletja je bila doba največje blaginje, gospodarske rasti in tehnološkega razvoja Reke. Ogrska je pospešeno vlagala v svoje pomorsko-pristaniško središče, ki je začelo tekmovati s tržaškim pristaniščem pod avstrijsko upravo. Od leta 1872 do 1896 je bil župan mesta Giovanni de Ciotta, ki danes velja za najuspešnejšega reškega župana. Leta 1852 je z delovanjem pričela prva plinarna. Od leta 1857 je bila v mestu edina avstro-ogrska mornariška akademija. Na Reki je leta 1866 angleški inženir Robert Whitehead izumil sodobni torpedo in odprl prvo tovarno torpedov na svetu. Razvoj pristanišča in mednarodne trgovine je dodatno spodbudila izgradnja železniške povezave s Karlovcem in Pivko leta 1873. Leta 1882 je bila na Mlaki ustanovljena rafinerija nafte, mesto pa je dobilo sodobno kanalizacijo. Leta 1896 se je dokončala gradnja mestnega vodovoda in guvernerjeve palače. Od leta 1899 je po Reki vozil električni tramvaj.
V letih 1904 do 1906 je na Reki kot konzularni agent ZDA deloval Fiorello La Guardia, kasnejši uspešni župan New Yorka, čigar naloga je bila pregledovanje izseljencev, ki so iz reškega pristanišča odhajali v ZDA. 3. oktobra 1905 so hrvaški in srbski politiki na Reki podpisali reško resolucijo, dokument o sodelovanju pri združevanju hrvaških dežel in izboljšanju njihovega položaja v monarhiji.
Ob zadnjem avstro-ogrskem popisu prebivalstva 31. decembra 1910 je ozemlje imelo 49.806 prebivalcev naslednje jezikovne sestave:
| Govorjeni jezik | Št. prebivalcev | %    |
| --------------- | --------------- | ---- |
| italijanski     | 23.283          | 46,9 |
| hrvaški         | 15.731          | 31,7 |
| slovenski       | 3937            | 7,9  |
| madžarski       | 3619            | 7,3  |
| nemški          | 2476            | 5,0  |
| angleški        | 202             | 0,4  |
| češki           | 183             | 0,3  |
| srbski          | 70              | 0,14 |
| francoski       | 40              | 0,08 |
| poljski         | 36              | 0,07 |
| romunski        | 29              | 0,06 |

Od skupno 49.806 prebivalcev je bilo 45.130 katolikov, 1.696 judov, 1123 kalvincev, 995 pravoslavcev in 311 luteranov. Judovska skupnost se je bila posebej razširila v 1870. in 1880. letih ter je leta 1903 zgradila veliko sinagogo, ki so jo ob okupaciji Reke januarja 1944 izropali in požgali nacisti. Na predvečer prve svetovne vojne je bilo v mestu 165 gostiln, 10 hotelov z restavracijo, 17 kavarn, 17 draguljarn, 37 brivnic in 265 krojaštev.

### Prva svetovna vojna
Prva svetovna vojna je končala »zlato dobo« gospodarskega razcveta, miru in stabilnosti Reke. V začetku vojne je v mestu vladal vtis vsakdanjosti, saj je bila Reka daleč od frontnih črt, vendar so v vojsko in mornarico vpoklicevali vse več moških prebivalcev. Vojaška industrija v mestu je delovala s polno paro in predstavljala pomemben del avstro-ogrske vojaške moči, zlasti za mornarico. Ladjedelnica Ganz-Danubius (današnji 3. maj) je proizvedla veliko število bojnih ladij in podmornic, med njimi podmornice razreda U-27, križarke razreda Novara in veliko bojno ladjo SMS Szent István. Skupno je v letih 1900–1918 reška ladjedelnica zgradila eno bojno ladjo, dve križarki, 20 rušilcev, 32 torpedovk in 15 podmornic. Prav tako je bila Reka središče proizvodnje torpedov.
Ko je maja 1915 v vojno vstopila Italija, se je odprlo bojišče le 90 kilometrov od Reke in številčno prebivalstvo italijanske narodnosti je zajela tesnobnost. Italijane, ki jih je oblast štela za nelojalne, so pošiljali v taborišča na Madžarskem, kjer jih je več kot sto umrlo. Tovarna torpedov je bila poškodovana v italijanskem napadu, zato so njihovo proizvodnjo preselili v Sankt Pölten, dlje od fronte. Mornariška akademija je prenehala z delovanjem in njeno stavbo so pretvorili v vojno bolnico (stavba je tudi dandanes sedež reškega kliničnega centra). 10. februarja 1918 je italijanska mornarica vpadla v Bakrski zaliv in po njem izstreljevala torpede. Čeprav podvig ni povzročil škode Avstro-Ogrski, je dosegel propagandni učinek in dvignil motivacijo italijanskim vojakom. Medtem ko se je vojna zavlačevala, je življenjski standard na Reki drastično padal. Zaradi pomorske blokade na Otrantskih vratih se je promet pristanišča zmanjšal z 2,8 milijona ton tovora leta 1913 na 330.000 ton leta 1918. Številne tovarne so se zaprle, pogosta so postala pomanjkanja osnovnih dobrin in kriminal. 
Proti koncu prve svetovne vojne je Reko zavzela novonastala Država Slovencev, Hrvatov in Srbov; 29. oktobra 1918 je zadnji madžarski guverner mesto predal predstavnikom Hrvaškega narodnega sveta. Nekaj dni zatem je Avstro-Ogrska razpadla.

### »Reško vprašanje«in Italijanska uprava za Kvarner
16. novembra 1918 je v mesto vkorakala italijanska vojska v imenu vojne antante. Vzpostavila se je zavezniška italijansko-francosko-britansko-ameriška vojaška uprava, ki naj bi v mestu ostala do končne rešitve reškega vprašanja.
Italijanska stran je težila k priključitvi Reke, čeprav ji le-ta ni bila zagotovljena v londonskem sporazumu leta 1915, pri čemer se je sklicevala na dejstvo, da so Italijani najštevilčnejša etnična skupina v mestu in na širšem ozemlju corpus separatuma. Prohrvaška oziroma projugoslovanska stran je priključitev Reke Kraljevini Srbov, Hrvatov in Slovencev zagovarjala z dejstvom, da Hrvati in Slovenci predstavljajo večino ostalih prebivalcev Reke in večino prebivalstva v okoliških občinah, vključno s sosednjim Sušakom. Tretja politična struja so bili avtonomisti, ki so za Reko kot za večetnično jadransko mesto zahtevali poseben status. Neuspešnost Italije na pogajanjih o delitvi ozemlja je v državi sprožila politično krizo in nacionalisti so vlado začeli obtoževati »pohabljene zmage« (vittoria mutilata).
10. septembra 1919 je bila podpisana saintgermainska pogodba, s katero je Avstro-Ogrska prenehala obstajati, pogajanja glede Reke pa naj bi se nadaljevala. Tedanja italijanska vlada ni načrtovala aneksije Reke, kar je jezilo italijanske iredentiste, nacionaliste, ki so v imenu etničnih Italijanov stremeli k priključitvi celotnega vzhodnega Jadrana. 12. septembra je skupina italijanskih vojakov arditov, politikov in intelektualcev, ki jih je vodil umetnik in pustolovec Gabriele D'Annunzio, izvedla pohod na Reko. S 186 privrženci, katerih število je spotoma naraslo na več kot 2000, je iz mesta pregnal zavezniške vojske in proglasil državo, imenovano Italijanska uprava za Kvarner.
Italijanska uprava za Kvarner, ki ji je D'Annunzio vladal kot diktator, je združevala prvine anarho-sindikalizma, demokratskega republikanstva, umetniške avantgarde in zgodnjega fašizma. Njegovi privrženci so ustanovili »Reško ligo«, ki naj bi delovala kot nasprotje Društvu narodov in podpirala zatrte narode. Prostitucija je bila zakonita, D'Annunzijevi pripadniki pa so izvajali piratske napade na mimoidoče ladje. Neitalijansko prebivalstvo je bilo deležno ustrahovanja in nasilja. Zaradi osamitve Reke je gospodarstvo propadalo, sprva velika podpora D'Annunziu pa je splahnela.
Ko je junija 1920 predsednik italijanske vlade postal Giovanni Giolitti, se je stališče Rima do D'Annunzijevega početja zaostrilo. 12. novembra 1920 sta Italija in Kraljevina SHS podpisali rapalsko pogodbo, ki je predvidevala, da Reka postane neodvisna svobodna država. D'Annunzio pogodbe ni priznal in je Italiji napovedal vojno. Italijanska vojska je 24. decembra odgovorila z bombardiranjem Reke. Po petdnevni vojni, znani kot »krvavi božič«, so se D'Annunzijevi arditi vdali. Sam D'Annunzio je Reko zapustil nekaj dni po novem letu in s sabo odpeljal veliko količino dragocenosti.

### Svobodna država Reka in italijanska aneksija
Na volitvah, ki so sledile 24. aprila 1921, je avtonomistična stranka močno premagala proitalijansko koalicijo. Reško državo so svetovne sile mednarodno priznale in sprejele v Društvo narodov. Za predsednika je bil izvoljen Riccardo Zanella, avtonomist furlansko-slovenskega porekla. Kljub vzpostavitvi nove države in njenemu razvoju spori znotraj mesta niso ponehali. Marca 1922 so italijanski fašisti izvedli prevrat, Zanella in ostali člani vlade pa so se umaknili iz mesta. Sedem mesecev zatem je tudi Italija doživela fašistični prevrat. Obdobje diplomatskih zdrah med Kraljevino SHS in fašistično Italijo, ki je hlepela po priključitvi Reke, se je zaključilo s podpisom rimskih sporazumov 27. januarja 1924. Sporazuma sta razveljavila dele rapalske pogodbe in dodelila Reko Italiji, medtem ko je Kraljevini SHS pripadlo nekaj vasi severno od mesta; za pristanišče je bila predvidena skupna uprava. Aneksija Reke se je zgodila 16. marca s prihodom kralja Viktorja Emanuela III. v mesto. Vlada Svobodne države Reke je sporazuma smatrala za neveljavna in nadaljevala svojo dejavnost v tujini.  
Po priključitvi je Reka postala središče Reške ali Kvarnerske pokrajine. Zaradi odrezanosti od zaledja, s katerim je dotlej trgovala, zaradi obrobne lege v Italiji in konkurence drugih pristanišč je naslednje desetletje doživljala zaton. V odziv na veliko gospodarsko krizo je italijanski režim Reki in liburnijski obali podelil status brezcarinskega območja. Gospodarstvo se je pričelo spet krepiti ob vojaški dejavnosti fašistične Italije, ki je sprožila vojno v Etiopiji in se vključila v špansko državljansko vojno. Kljub manjšinskim pravicam, ki so mu bile priznane v sporazumu leta 1924, je fašistična oblast izvajala vse več nasilja in prisilno poitalijančevala hrvaško in slovensko prebivalstvo. Leta 1938 sprejeti rasni zakoni so iz javnega življenja izrinili tudi reške Jude.

### Druga svetovna vojna
Po izbruhu druge svetovne vojne in razkosanju Jugoslavije med sile osi se je Reška pokrajina povečala, saj si je Italija priključila zaledje do reke Kolpe, mesto Sušak ter otoka Krk in Rab.
Leta 1942 so se pojavile prve jugoslovanske partizanske formacije, prisotne zlasti na podeželju. Na odporniške akcije so se italijanske oblasti odzvale s pohodi po vaseh in množično represijo nad hrvaškim prebivalstvom. Vrhunec nasilja se je zgodil 12. julija 1942, ko so italijanski vojaki iz maščevanja pobili okoli 108 prebivalcev vasi Podhum, več kot 800 odgnali v internacijo in požgali vas. Na Rabu so odprli koncentracijsko taborišče za hrvaške in slovenske civiliste.
Po kapitulaciji Italije septembra 1943 je ozemlje zasedla nacistična Nemčija in jo vključila v operacijsko cono Jadransko primorje. Partizanska dejavnost se je pod nemško okupacijo nadaljevala in okrepila. Kot maščevanje za partizanski napad so Nemci 30. aprila 1944 opustošili vas Lipa blizu Jelšan in pobili 269 prebivalcev. Od okoli 500 Judov, ki so živeli na Reki ob nacistični okupaciji, je okoli 80 odstotkov končalo v koncentracijskih taboriščih, kar je največji delež med vsemi mesti na ozemlju fašistične Italije. Zaradi vojaške infrastrukture (pristanišče, ladjedelnice, tovarna torpedov, rafinerija nafte) so v letih 1944–45 Reko pogosto bombardirale anglo-ameriške zračne sile, s čimer so povzročile številne smrtne žrtve tudi med civilisti.
Aprila 1945 se je Reki približala četrta armada narodnoosvobodilne vojske in sledila je večdnevna krvava bitka. Med umikanjem so Nemci razstrelili večino pristaniške infrastrukture in industrijskih pogonov. 3. maja 1945 je bila Reka osvobojena.

### Povojno obdobje in Jugoslavija
20. junija 1945 so s podpisom sporazuma v Devinu vzpostavili Morganovo črto, ki je Julijsko krajino razmejila na cono A pod zavezniško in cono B pod jugoslovansko vojaško upravo; Reka je skupaj z večino Istre in slovensko Primorsko pripadla slednji. Predsednik Svobodne države Reke Riccardo Zanella, ki je še vedno deloval iz izgnanstva, je pozival, naj se namesto priključitve Jugoslaviji ali Italiji obnovi samostojna reška država, vendar ni naletel na posluh nobenega od povojnih odločevalcev. Jugoslovanska oblast je, čeprav je med vojno obljubljala podporo novi reški državi in pozneje samostojno federalno enoto za ozemlje Reke, bila odločena mesto pripojiti federalni republiki Hrvaški in zatirala reške avtonomiste; številni so bili ubiti med jugoslovanskim osvobajanjem Reke ali v naslednjih mesecih, po krivem obtoženi sodelovanja z okupatorjem.
Po mirovni pogodbi z Italijo, podpisani 10. februarja 1947, je celotna cona B vključno z Reko pripadla Jugoslaviji. Februarja 1948 sta se dotlej ločeni naselji Sušak in Zamet združili z Reko. V letih 1946 do 1950 se je iz mesta po oceni italijanske ustanove za pomoč beguncem izselilo več kot 25.000 Italijanov.
Po obnovi je Reka prevzela funkcijo glavnega pristanišča Jugoslavije. S 622.000 ton leta 1946 se je promet pristanišča povečal na 3,5 milijona ton leta 1955 in na 20,4 milijona ton leta 1980. V industriji so se obnovile panoge, pomembne za mesto: ladjedelništvo, proizvodnja papirja, ladijske opreme in motorjev, rafinerija nafte, lesna, prehrambena in tekstilna industrija. S priseljevanjem ljudi z območja nove države se je od konca 50. let število prebivalcev spet povečevalo in gradile so se nove mestne četrti. Na otoku Krku se je leta 1970 odprlo letališče Reka. Leta 1973 je bila ustanovljena Univerza na Reki. Po zaslugi novega zaledja in rasti jugoslovanskega gospodarstva je Reka od 60. do 80. let doživela nov gospodarski vzpon. V tem obdobju je postala druga najbogatejša občina v Jugoslaviji (za Ljubljano) z 213 % višjim BDP na prebivalca od državnega povprečja.

### Samostojna Hrvaška
Junija 1991 je Hrvaška razglasila neodvisnost od Jugoslavije. Hrvaška osamosvojitvena vojna ni zajela Reke, kot je zajela nekatera druga hrvaška mesta, vendar so se hrvaške sile z Reke bojevale drugod, v Liki. Jugoslovanska ljudska armada je oktobra 1991 blokirala reško pristanišče. V začetku novembra je reški korpus JLA prejel ukaz, naj uniči vso svojo opremo in oborožitev ter uniči mestno infrastrukturo. General Marijan Čad povelja ni upošteval in je s hrvaškimi oblastmi sklenil sporazum o mirnem umiku. Decembra 1991 je JLA zapustila Reko.
Po osamosvojitvi Hrvaške in prehodu na tržno gospodarstvo je reška industrija doživela padec. V 90. letih in na prelomu tisočletja so propadla nekatera od največjih podjetij Reke, med njimi tovarna papirja, tovarna motorne opreme, ladjarska družba Jugolinija in številna gradbena podjetja; druga kot ladjedelnica 3. maj so zmanjšala proizvodnjo in s težavami poskušala preživeti. Propad industrije in odsotnost nadomestnih dejavnosti sta povzročila demografski padec. Negotovi prehod mesta h gospodarstvu, temelječemu na storitvenih dejavnostih in turizmu, še poteka.

## Upravna delitev
Mesto Reka je sestavljeno iz enega samega naselja, Reke. Kot samostojno naselje je bil v registru vpisan Bakar (Sveti Kuzam), ki je danes priključen Reki.
Reka je upravno razdeljena na 34 krajevnih odborov:
| 1. Banderovo 2. Belveder 3. Brajda-Dolac 4. Brašćine-Pulac 5. Bulevard 6. Centar-Sušak 7. Draga 8. Drenova 9. Gornja Vežica | 1. Gornji Zamet 2. Grad Trsat 3. Grbci 4. Kantrida 5. Kozala 6. Krimeja 7. Luka 8. Mlaka 9. Orehovica | 1. Pašac 2. Pećine 3. Pehlin 4. Podmurvice 5. Podvežica 6. Potok 7. Srdoči 8. Sveti Kuzam | 1. Sveti Nikola 2. Svilno 3. Školjić 4. Škurinje 5. Škurinjska Draga 6. Turnić 7. Vojak 8. Zamet |

## Prebivalstvo
Reka je za Zagrebom in Splitom tretje največje mesto na Hrvaškem. Ob popisu leta 2021 je v mestu živelo 107 964 prebivalcev, od tega 57 511 žensk in 50 453 moških. To je občutno manj kot v 80. in 90. letih, ko jih je bilo skoraj 170.000. Za Hrvate se je opredelilo 92 075 (85,28 %) prebivalcev, druge zastopane narodnosti so Srbi (5,13 %), Bošnjaki (1,57 %) in Italijani (1,45 %). Prebivalcev, ki so se opredelili kot Slovenci, je bilo 596 (0,55 %).
Med verami je prevladovalo katolištvo (64,78 % prebivalcev), 5,69 % je bilo pripadnikov pravoslavne vere in 3,43 % muslimanov. Ateistov, agnostikov in neopredeljenih je bilo skupaj 18,01 odstotka.
| Leto | Skupaj  | Hrvati            | Srbi             | Jugoslovani      | Bošnjaki       | Italijani     | Slovenci      | Ostali          |
| ---- | ------- | ----------------- | ---------------- | ---------------- | -------------- | ------------- | ------------- | --------------- |
| 2021 | 107.964 | 92.075 (85,28 %)  | 5537 (5,13 %)    |                  | 1696 (1,57 %)  | 1569 (1,45 %) | 596 (0,55 %)  |                 |
| 2011 | 128.624 | 106.136 (82,52 %) | 8446 (6,57 %)    |                  | 2.650 (2,06 %) | 2445 (1,90 %) | 1090 (0,85 %) |                 |
| 2001 | 144.043 | 115.797 (80,39 %) | 8946 (6,21 %)    |                  | 1.975 (1,37 %) | 2763 (1,92 %) | 1575 (1,09 %) | 12.987 (9,02 %) |
| 1991 | 167.964 | 117.178 (69,76 %) | 18.891 (11,24 %) | 6925 (4,12 %)    | 4803 (2,85 %)  | 3247 (1,93 %) | 2709 (1,61 %) | 14.211 (8,46 %) |
| 1981 | 159.433 | 103.248 (64,75 %) | 14.436 (9,05 %)  | 27.167 (17,03 %) | 2505 (1,57 %)  | 1917 (1,20 %) | 2897 (1,81 %) | 7263 (4,55 %)   |
| 1971 | 132.222 | 98.121 (74,20 %)  | 14.079 (10,64 %) | 6152 (4,65 %)    | 1487 (1,12 %)  | 2964 (2,24 %) | 3944 (2,98 %) | 5475 (4,14 %)   |

### Slovenci na Reki
Po ocenah Inštituta za narodnostna vprašanja na Reki živi okrog 1000 Slovencev, pri čemer pa se številni s slovenskimi koreninami ne opredeljujejo kot Slovenci. V mestu deluje slovensko Kulturno prosvetno društvo Bazovica.

## Mestni predeli

### Korzo in staro mesto
Zgodovinsko središče Reke se je oblikovalo ob izlivu Rječine v Jadransko morje. Reško staro mesto se nahaja na desnem (zahodnem) bregu Rječine, pod njegovimi ulicami ležijo arheološki ostanki in splet starih predorov.
Z južne strani mestno jedro obdaja Korzo – središče Reke, njena najbolj znana ulica in prizorišče javnih prireditev. Na sredini Korza stoji mestni stolp z uro, shajališče Rečanov in turistov. Stolp je bil zgrajen v srednjem veku in bil večkrat preoblikovan, svoj končni videz pa je dobil v 19. stoletju. Okoli stolpa se nahaja več baročnih palač.  
V starem mestu se nahaja najpomembnejša reška cerkev, stolnica svetega Vida, zaščitnika mesta. Stolnico so na mestu starejše cerkve, posvečene svetemu Vidu, zgradili reški jezuiti. Gradnja je trajala od leta 1638 do 1659, povsem dokončana pa je bila šele leta 1737, ko sta bila zgrajena kupola in oratorij. Stolnica je upodobljena na zadnji strani bankovca za 100 kun.  
Druga pomembna cerkev v mestnem jedru je cerkev Marijinega vnebovzetja, postavljena na mestu antičnih mestnih term. Zgrajena je bila v srednjem veku in skozi čas večkrat spremenila podobo; zadnjo večjo prenovo je doživela leta 1824. Njen prosto stoječi zvonik se je zaradi posedanja tal z leti nagnil in pridobil ime »Kosi toranj«. Pod zvonikom se nahajajo znani poznoantični mozaiki, nastali v času mesta Tarsatice. V bližini so ostanki mestnega obzidja in nedaleč antična mestna vrata.    
Pod mestnim jedrom poteka 330 metrov dolg predor, ki ga je med drugo svetovno vojno izkopala italijanska vojska ter je danes preurejen v javni prehod in turistično znamenitost. Na hribovitem pobočju severno od starega mesta se nahaja predel, imenovan Pomerio po svoji osrednji prometni ulici, ki se na zahodu nadaljuje v Zagrad. Predela sta izrazito urbani četrti s kakovostno arhitekturo s konca 19. in začetka 20. stoletja. Na dominantnem položaju na pobočju stoji Guvernerjeva palača, razkošna nekdanja rezidenca reškega guvernerja, v kateri je danes Pomorski in zgodovinski muzej hrvaškega Primorja. Palača, grajena v slogu visoke renesanse, je bila dokončana leta 1897.     

### Delta
V 19. stoletju so del izliva reke Rječine zaprli in tok preusmerili v nekoliko vzhodnejši prekop. Iz starega rečnega korita je nastal Mrtvi kanal, ki služi kot privez za barke in čolne. Tako se je med Mrtvim kanalom in novim tokom Rječine oblikoval polotok, imenovan Delta. Kot Delta se običajno pojmuje tudi sosednji predel okoli zgradbe Hrvaškega narodnega gledališča.     
Hrvaško narodno gledališče Ivana pl. Zajca se nahaja na parkovno urejenem trgu. V notranjosti razkošne zgradbe, ki je delo arhitektov Hermana Gottlieba Helmerja in Ferdinanda Fellnerja, so ohranjena zgodnja dela slikarja Gustava Klimta. Nedaleč, na mestu porušenega starega Adamićevega gledališča, stoji sočasno zgrajena Palača Modello, v kateri je spočetka deloval sedež reške hranilnice. Zgradba je prepoznavna po večbarvnih pročeljih in bogatih okrasnih elementih, prevzetih iz visoke renesanse in poznega baroka. V njej dandanes delujeta italijanska kulturna skupnost in osrednji oddelek mestne knjižnice Reka.     
Poleg gledališča in palače se nahaja Velika tržnica (»Placa«), ki jo sestavljajo dva enaka paviljona (zgrajena 1881) in ribarnica, dokončana leta 1916, ki je nadomestila prejšnjo iz leta 1865. Tržnica obratuje tudi na prostem na okoliških ulicah.     

### Sušak in Trsat

#### Sušak
Samostojno mesto od 1924, ko je bila Istra - in tudi mesto Reka - po dogodkih po prvi svetovni vojni priključena Italiji, Susak pa kraljevini Jugoslaviji - največje obalno mesto in izhod na morje severne Hrvaške, s tem pa tudi Slovenskih dežel kraljevine Jugoslavije. Po koncu druge svetovne vojne leta 1945 je to področje (Reko in Sušak) osvobodile enote Jugoslovanske Armade. Od uveljavitve Pariškega sporazuma med FNRJ in Italijo 1947 in formalne združitve z Reko dalje je Sušak veliko mestno področje vzhodnega dela Reke. Zgradbe starega Sušaka ležijo blizu levega brega Rječine, grajene so v slogu arhitekture 19. stoletja z razkošnimi fasadami, a so mnoge med njimi zapuščene.

#### Trsat
Nad Sušakom se dviga Trsat, ki je bil naseljen že v predrimskem obdobju in poznan kot Tarsatica. Nekdaj prav tako samostojno naselje je v drugi polovici 19. stoletja postalo del novega Sušaka, s katerim se je nato leta 1945 priključil Reki.
Na vrhu hriba stoji Trsatska gradina, ki je zgrajena na mestu predrimske liburnijske opazovalnice in prvič omenjena leta 1288. Kot srednjeveška trdnjava je bila od 13. do konca 15. stoletja v posesti Frankopanov, potem je prišla pod upravo Madžarov in mesta Bakar. Ko so proti koncu 17. stoletja prenehali turški vpadi, je izgubila trdnjavski pomen. Leta 1750 jo je močno poškodoval potres in so jo opustili; v prvi polovici 19. stoletja jo je kupil avstrijski častnik Laval Nugent in jo tako obnovil, da je ohranila prvine zgodnjesrednjeveške utrdbe. Na Trsatu se nahaja tudi cerkev Trsatske Matere Božje s frančiškanskim samostanom, ki je eno od najstarejših Marijinih svetišč na Hrvaškem in pomembno romarsko središče. Iz središča Reke na Trsat vodijo stopnice Petra Kružića, ki jih je uskoški stotnik začel graditi leta 1531; obsegajo več kot 500 stopnic in niz romarskih kapelic.

## Kultura
Na Reki delujeta mestno Hrvaško narodno gledališče Ivana pl. Zajca in lutkovno gledališče. Mesto se ponaša s pomorskim, zgodovinskim in naravoslovnim muzejem ter moderno galerijo.

### Reški karneval
Vsako leto v predpustnem času na Reki poteka Reški karneval, ki je največja tovrstna prireditev na Hrvaškem ter ena največjih in najbolj obiskanih v Evropi. Karneval je v 19. stoletju pričelo prirejati avstrijsko in ogrsko plemstvo, tradicija pa se je spontano obudila leta 1982. Obdobje karnevala, ki ga nekateri imenujejo tudi »peti letni čas«, se prične na praznik svetega Antona (17. januarja), ko župan simbolično preda ključe mesta »Meštarju Toniju«, izvoljena pa je tudi kraljica karnevala. Spremljevalni dogodki vključujejo »reli Pariz–Bakar«, sprevod okrašenih avtomobilov od Reke do Bakra, otroško povorko in dobrodelni ples v Guvernerjevi palači. Vrhunec dogajanja je mednarodna povorka skozi središče mesta na pustno nedeljo. Značilni pustni liki s področja Reke so zvončari, ki so tudi del Unescovega seznama nesnovne kulturne dediščine.

### Evropska prestolnica kulture
Reka je bila skupaj z irskim mestom Galway izbrana za Evropsko prestolnico kulture 2020. Prvo hrvaško mesto, ki je prejelo ta naziv, se predstavlja s sloganom »Pristanišče raznolikosti«. Predvidenih je okoli 300 kulturnih programov z več kot 600 dogodki. Otvoritev prestolnice kulture je potekala 1. februarja 2020 v mestnem pristanišču z nastopom 130 izvajalcev.

## Promet
Pristanišče Reka je najpomembnejše morsko pristanišče na Hrvaškem z največjo luško kapetanijo v državi. Leta 2019 je skozi reško pristanišče potovalo 11,5 milijona ton tovora. Trajektne in hitre ladijske linije povezujejo Reko z nekaterimi otoki in obmorskimi mesti. 
Avtocesta A7 Reko povezuje s Slovenijo (z mejnim prehodom Jelšane) in s Krškim mostom. Del avtoceste A7 predstavlja reško obvoznico. Avtocesta A6, ki se pri Bosiljevu navezuje na avtocesto A1 Zagreb–Split, je bila dokončana leta 2008. Prek predora skozi Učko je Reka povezana z Istrskim ipsilonom, tj. avtocestama A8 in A9.
Reka je z Zagrebom povezana z elektrificirano enotirno železniško progo. Proga, ki se nadaljuje v Koprivnico in na Madžarsko, je del panevropskega koridorja Vb. Severni železniški krak Reka–Šapjane se nadaljuje v Slovenijo kot proga Ilirska Bistrica–Pivka, od koder je možna povezava z Ljubljano in Trstom. Obstajajo načrti za izgradnjo nove nižinske proge med Reko in Zagrebom, kot tudi pobude za izgradnjo povezave z otokom Krkom in navezavo na železniško omrežje v Istri.
Letališče Reka, zgrajeno leta 1970, leži na otoku Krku. Usmerjeno je večinoma v čarterske polete, vendar se v zadnjih letih povečuje tudi število rednih linij. Leta 2019 je prek reškega letališča letelo 200.841 potnikov.

### Mestni prevoz
Novembra 1899 so na Reki začeli voziti električni tramvaji. Leta 1951 je bila uvedena prva trolejbusna linija in naslednje leto so trolejbusi popolnoma nadomestili tramvaje. Leta 1969 so namesto trolejbusov začeli obratovati avtobusi. Mestni avtobusni prevoz izvaja podjetje Autotrolej in obsega 18 mestnih linij.

## Mednarodne povezave

### Konzulati
Na Reki imajo urade konzularna predstavništva desetih držav:
- Avstrija
- Danska
- Finska
- Italija
- Maroko
- Norveška
- Romunija
- Severna Makedonija
- Srbija
- Švedska

### Prijateljska mesta
Reka je pobratena z naslednjimi mesti:
- Kavasaki, Japonska (od 1977)
- Ljubljana, Slovenija (od 1979)
- Faenza, Italija (od 1983)
- Neuss, Nemčija (od 1990)
- Csepel, Madžarska (od 1997)
- Čingdao, Kitajska (od 1999)
- Rostock, Nemčija (od 2002)
- Genova, Italija (od 2004)
- Este, Italija (od 2004)
- Dalian, Kitajska (od 2006)
- Cetinje, Črna gora (od 2010)
- Ningbo, Kitajska (od 2011)
- Karlsruhe, Nemčija (od 2011)
- Trst, Italija (od 2011)
- Bitola, Severna Makedonija (od 2011)
- Burgas, Bolgarija (od 2016)
- Tuzla, Bosna in Hercegovina (od 2023)